# Bronisław Stelmachowski
Bronisław Antoni Stelmachowski (ur. 17 maja 1883 we Wrześni, zm. 1940 ?) – polski prawnik – cywilista.

## Życiorys
Syn Ksawerego Stelmachowskiego i Ludwiki z Hundtów, absolwent Gimnazjum św. Marii Magdaleny w Poznaniu, studiował prawo w Berlinie, Monachium, Wrocławiu i Getyndze, działacz Towarzystwa Tomasza Zana. W czasie powstania wielkopolskiego sędzia w sądzie doraźnym. 
Jako radny endecki zasiadł w 1919 w poznańskiej Radzie Miejskiej w Klubie Demokratycznym z innymi działaczami narodowodemokratycznymi. 
Od 1924 profesor tytularny Uniwersytetu Poznańskiego. Sędzia Sądu Najwyższego w latach 1920-1924 i 1928-1938, sędzia w polsko-niemieckim Trybunale Rozjemczym dla Górnego Śląska w latach 1928-1938. Od 1938 prezes sądu apelacyjnego dla okręgów Poznania i Torunia. Członek Trybunału Kompetencyjnego.
Od 1929 członek Komisji Kodyfikacyjnej RP. Filister honorowy Korporacji Masovii. Autor publikacji naukowych dotyczących procedury cywilnej, prawa upadłościowego i postępowania układowego. 
Po 17 września 1939 aresztowany przez Sowietów i przetrzymywany w Brześciu. 29 marca 1940 wywieziony w nieznanym kierunku. Prawdopodobnie został zamordowany.
Brat Bożeny Stelmachowskiej – etnografki i ojciec Andrzeja Stelmachowskiego. 

## Dorobek naukowy
- Krótki zarys pojęć socjologicznych i prawno-państwowych, Poznań 1919
- Zarys procedury cywilnej obowiązującej na ziemiach byłego zaboru pruskiego i na Górnym Śląsku, Poznań 1923
- Wpływ spadku waluty na prawne zobowiązania. Studjum prawnicze na tle ustawodawstwa, obowiązującego na ziemiach zachodnich, Warszawa 1924
- Prawo upadłościowe Ziem Zachodnich, Poznań 1931
- Wyrok w procesie cywilnym, Poznań 1939